# Stadio Monumental David Arellano
Lo stadio Monumental David Arellano (in spagnolo Estadio Monumental David Arellano) è uno stadio situato nel quartiere di Macul di Santiago del Cile. 
Ospita le partite casalinghe del Colo-Colo e prende il nome dal fondatore del club, David Arellano. 
Lo stadio viene usato anche da altre squadre cilene che non dispongono di stadi adatti alla disputa di partite internazionali. 

## Storia
Inaugurato nel 1975 in occasione delle partite Santiago Morning-Santiago Wanderers (1-1) e, di seguito, Colo Colo-Deportes Aviación  (1-0), di fronte a 25 599 spettatori, lo stadio chiuse i battenti dopo appena cinque partite, perché si resero necessari alcuni adeguamenti per renderlo idoneo alla disputa di partite di calcio con una consistente affluenza di pubblico.
Lo stadio assunse la forma attuale nel 1989, quando riaprì dopo essere stato sottoposto a ristrutturazione. Nel settembre di quell'anno l'impianto riaprì al pubblico in occasione della partita tra Colo Colo e Peñarol, vinta dai padroni di casa per 2-1 con reti di Marcelo Barticciotto e Leonel Herrera. All'epoca la capienza dello stadio variava dai 62 500 ai 65 000 spettatori. Il record di affluenza risale alla partita tra Colo Colo e Universidad de Chile del 1982, vista da 69 305 spettatori. 
Nel 1991 lo stadio ospitò la finale di ritorno di Coppa Libertadores, vinta per 3-0 dal Colo Colo contro l'Olimpia. Il club di casa si aggiudicò in quell'occasione il prestigioso trofeo.
Nel 1993, durante una partita tra Colo Colo e Real Madrid, a causa dell'eccessivo numero di persone ospitate, un settore dello stadio accusò un cedimento, provocando la morte di un tifoso e alcuni feriti. 
In seguito alla riduzione della capienza degli stadi per ragioni di sicurezza e agli incidenti occorsi nel 1993, la capienza dell'impianto fu poi portata a 47 347 spettatori. 
Nel 2016-2017 il Colo Colo fece registrare una media di 21 509 spettatori a partita nel campionato cileno di Apertura e di 23 229 nel campionato cileno di Clausura.

## Partite delle nazionali
Lo stadio Monumental David Arellano ha ospitato varie volte la nazionale cilena di calcio. 
Nel 1997 il Cile batté in questo stado il Venezuela per 6-0, con cinque gol di Iván Zamorano in una partita di qualificazione al campionato del mondo 1998. Nel 2009 il Cile pareggiò per 2-2 in questo stadio con il Venezuela in una partita di qualificazione al campionato del mondo 2010 e vinse per 1-0 contro l'Ecuador in una partita delle stesse eliminatorie. Nel 2012 il Cile giocò qui due partite di qualificazione al campionato del mondo 2014: vinse per 4-2 contro il Perù e perse per 1-3 contro la Colombia. 
Nel 2010 e nel 2011 lo stadio ha ospitato due amichevoli, vinte dal Cile rispettivamente contro Uruguay (2-0) e Estonia (4-0).

## Altri utilizzi
Lo stadio ha ospitato vari concerti, tra cui quello dei Pearl Jam del 16 novembre 2011 e quello dei Guns N' Roses del 29 settembre 2017.